# Liste der Nummer-eins-Hits in den Cash Box Charts (1976)
Diese Liste enthält alle Nummer-eins-Hits in den amerikanischen Cash Box Charts im Jahr 1976. Es gab in diesem Jahr 35 Nummer-eins-Singles.
| Singles |
| --- |
| - Bay City Rollers: Saturday Night - 1 Woche (27. Dezember 1975 – 2. Januar 1976) - Barry Manilow: I Write The Songs - 1 Woche (3. Januar – 9. Januar) - Diana Ross: Theme From 'Mahogany' (Do You Know Where You're Going to) - 1 Woche (10. Januar – 16. Januar) - C. W. McCall: Convoy - 3 Wochen (17. Januar – 6. Februar) - Paul Simon: 50 Ways To Leave Your Lover - 3 Wochen (7. Februar – 27. Februar) - Rhythm Heritage: Theme From S.W.A.T. - 1 Woche (28. Februar – 5. März) - The Miracles: Love Machine (Part 1) - 1 Woche (6. März – 12. März) - Eric Carmen: All By Myself - 1 Woche (13. März – 19. März) - The Four Seasons: December '63 (Oh What A Night) - 1 Woche (20. März – 26. März) - Gary Wright: Dream Weaver - 1 Woche (27. März – 2. April) - Captain & Tennille: Lonely Night (Angel Face) - 1 Woche (3. April – 9. April) - Johnnie Taylor: Disco Lady - 2 Wochen (10. April – 23. April) - Maxine Nightingale: Right Back Where We Started From - 1 Woche (24. April – 30. April) - Bellamy Brothers: Let Your Love Flow - 1 Woche (1. Mai – 7. Mai) - The Sylvers: Boogie Fever - 1 Woche (8. Mai – 14. Mai) - John Sebastian: Welcome Back - 2 Wochen (15. Mai – 28. Mai) - Wings: Silly Love Songs - 2 Wochen (29. Mai – 11. Juni) - Diana Ross: Love Hangover - 1 Woche (12. Juni – 18. Juni) - Silver Convention: Get Up and Boogie (That's Right) - 1 Woche (19. Juni – 25. Juni) - Starland Vocal Band: Afternoon Delight - 3 Wochen (26. Juni – 16. Juli, insgesamt 4 Wochen) - The Manhattans: Kiss And Say Goodbye - 2 Wochen (17. Juli – 30. Juli) - Starland Vocal Band: Afternoon Delight - 1 Woche (31. Juli – 6. August, insgesamt 4 Wochen) - Elton John & Kiki Dee: Don’t Go Breaking My Heart - 3 Wochen (7. August – 27. August) - Wings: Let 'em in - 1 Woche (28. August – 3. September) - Bee Gees: You Should Be Dancing - 1 Woche (4. September – 10. September) - Wild Cherry: Play That Funky Music - 2 Wochen (11. September – 24. September) - KC and the Sunshine Band: (Shake, Shake, Shake) Shake Your Booty - 1 Woche (25. September – 1. Oktober) - Boz Scaggs: Lowdown - 1 Woche (2. Oktober – 8. Oktober) - Walter Murphy & The Big Apple Band: A Fifth Of Beethoven - 1 Woche (9. Oktober – 15. Oktober) - Rick Dees & His Cast Of Idiots: Disco Duck (Part 1) - 1 Woche (16. Oktober – 22. Oktober) - Chicago: If You Leave Me Now - 1 Woche (23. Oktober – 29. Oktober) - Rick Dees & His Cast Of Idiots: Disco Duck (Part 1) - 1 Woche (30. Oktober – 5. November) - Steve Miller: Rock'n' Me - 1 Woche (6. November – 12. November) - Gordon Lightfoot: The Wreck of the Edmund Fitzgerald - 1 Woche (13. November – 19. November) - Rod Stewart: Tonight's The Night (Gonna Be Alright) - 5 Wochen (20. November – 24. Dezember) - Leo Sayer: You Make Me Feel Like Dancing - 1 Woche (25. Dezember – 31. Dezember) |